# Hussardos Imperiais e Reais

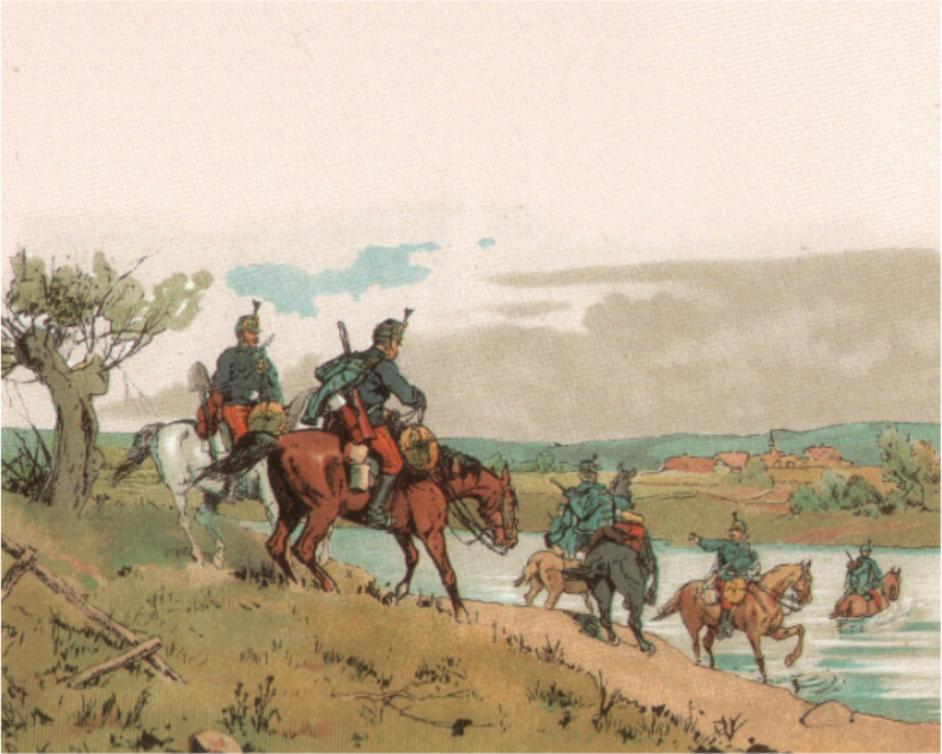
Hussardos imperiais e reais por volta de 1910

Juntamente com os dragões e os ulanos, os Hussardos Imperiais e Reais (em alemão: k.u.k. Husaren), compôs a cavalaria do Exército Austro-Húngaro de 1867 a 1918, tanto no Exército Comum quanto no Landwehr Húngaro, onde eram conhecidos como Hussardos Reais Húngaros (k.u. Husaren).

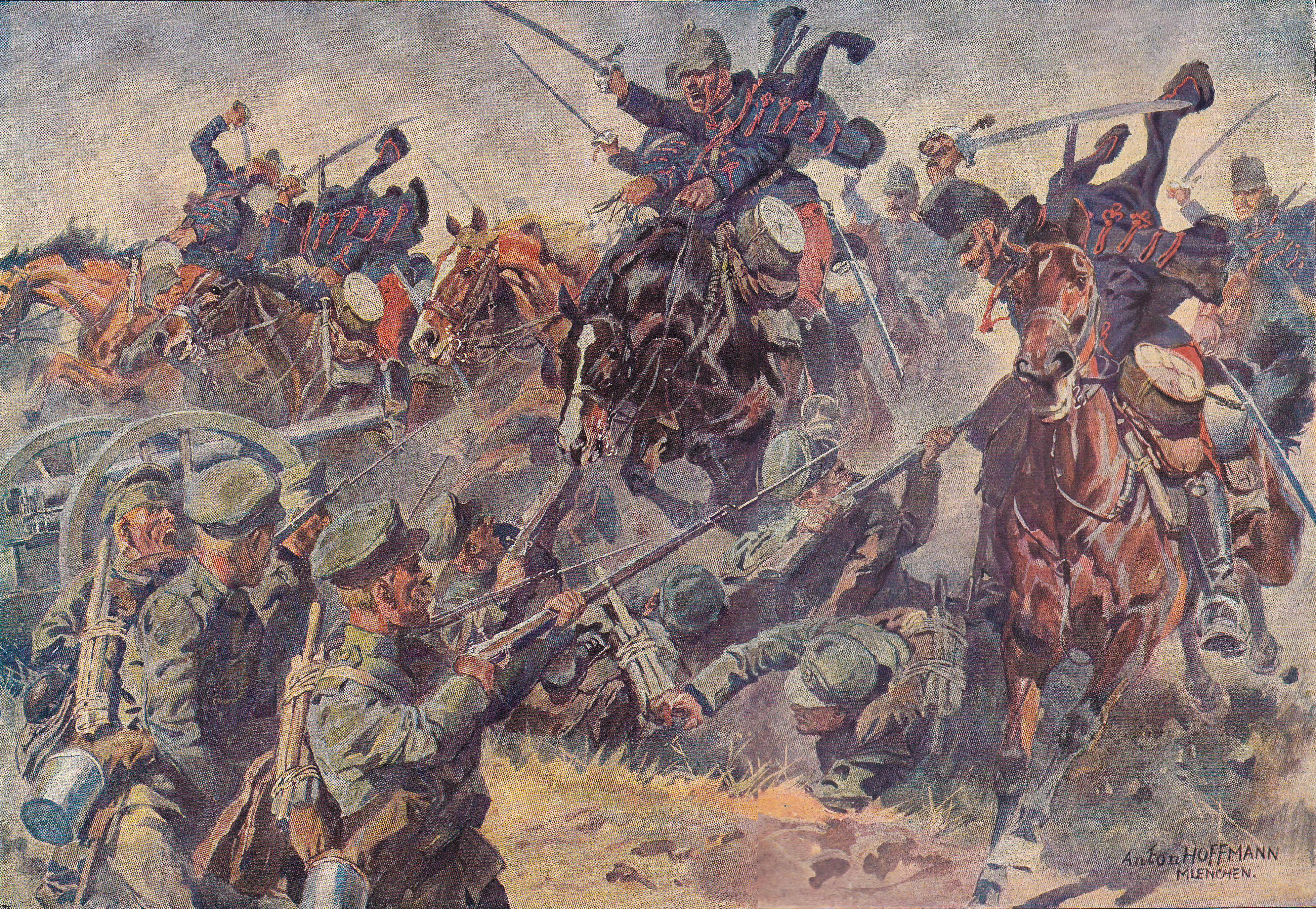
Ataque de hussardos húngaros em Krasnik, Polônia, 23 de agosto de 1914

A monarquia austríaca, enfraquecida pela derrota na guerra contra a Prússia em 1866, teve que garantir efetivamente a autonomia do Reino da Hungria no chamado Compromisso de 15 de março de 1867. Como resultado, a metade húngara do Império imediatamente começou a estabelecer seu próprio exército, o Real Landwehr Húngaro (em húngaro: Magyar Királyi Honvédség). A cavalaria do Landwehr Húngaro era composta pelos Hussardos do Landwehr. 
Após a assinatura do Compromisso, a metade austríaca do Império também começou a construir um exército, o Landwehr Imperial-Real (em alemão: k.k. Landwehr). As duas novas forças do Landwehr coexistiram com o Exército Comum (Gemeinsame Armee), o exército imperial de todo o Império. Na prática, isso significava que a Áustria-Hungria tinha três exércitos distintos ao mesmo tempo. 

## Organização
O Exército Comum tinha 16 regimentos de hussardos e a Landwehr Real Húngara tinha dez. Por tradição, a maioria dos hussardos era recrutada nas terras húngaras (atual Hungria, Eslováquia e partes da Romênia, Sérvia, Croácia, Áustria e Polônia). Os regimentos, com algumas exceções, estavam todos estacionados lá. 
- Os regimentos de cavalaria imperial e real tinham cada um duas divisões (batalhões) de três esquadrões (Eskadronen)